# ITIL V3 Service Operation
ITIL V3 Service Operation ist die 3. Version der ITIL Service Operation und betrifft alle Aktivitäten und Maßnahmen zur Bereitstellung und Instandhaltung der IT-Infrastruktur, entsprechend ihrem Bestimmungszweck.

## Prozesse

### Request Fulfilment
Der Request Fulfilment gehört mit zum Servicedesk. Hier werden standardisierte Prozesse abgebildet, die eindeutig zuzuordnen und finanziell geklärt sind. Das Ziel besteht darin, den Benutzern eine einheitliche Anlaufstelle für Anfragen, Kommentare und Beschwerden zu bieten. Generell wird über verfügbare Services informiert und Standardservices (Lizenzen, Datenträger) werden direkt geliefert.

### Event Management
Als Event kann ein erkennbares Ereignis bezeichnet werden, das von einem Configuration Item, einem Monitoring Tool oder einem anderen IT Service ausgelöst wird. Dieses kategorisiert die Wichtigkeit und eventuell schon die Dringlichkeit einer Störung. Das Event wird an den Servicedesk weitergegeben, um hier weiterverarbeitet werden zu können. Hier kann der Incident gelöst oder ein Problem erstellt werden.
Das Event Management untersteht organisatorisch dem Incident-Management.

### Incident Management
Im Rahmen des Incident Management werden aufgetretene Störungen an IT Services in geordneter Weise und entsprechend vereinbarter Service Levels bearbeitet und im Rahmen der Fehlerbeseitigung behoben. Dazu definiert das Incident-Management einen Prozess der Störungsbearbeitung und stellt diesen dem Unternehmen zur Verfügung. Der Prozess regelt primär die Aufnahme und weitere Behandlung von Störungsmeldungen. Eines der wesentlichen Ziele ist die schnelle Wiederherstellung eines vorab definierten Betriebszustands (eng.: 'Configuration Baseline') einer Dienstleistung (eng.: Service) oder eines technischen Gerätes (eng.: Configuration Item). Das Incident-Management fokussiert sich auf die Aufrechterhaltung und Wiederherstellung des vereinbarten Zustandes und koordiniert die eventuelle  Übergabe von Aufgaben in das Problem und Change Management.
Es werden neben Störungen auch alle Anfragen (Service-Requests) der Anwender über einen Servicedesk erfasst, erste Hilfestellung geleistet und gegebenenfalls die weitere Bearbeitung in den nachgelagerten Supporteinheiten koordiniert. Hinzu kommt die Aufgabe, den Benutzer in vereinbarten Zeitintervallen vom Status der Fehlerbeseitigung zu unterrichten. Das Incident-Management bleibt Owner (Besitzer) jedes Incidents für dessen gesamte Lebenszeit.

### Problem Management
Die Ursachenforschung und die nachhaltige Beseitigung von Störungen (Incidents) stehen im Mittelpunkt des Problem-Managements. Hier werden dem Incident-Management temporäre Lösungen (workarounds) zur Verfügung gestellt und endgültige Lösungen bekannter Fehler (Known Error) erarbeitet, die mit Hilfe des Change-Managements eingebracht werden. Zudem befasst es sich mit der Störungsvermeidung (proaktives Management), z. B. durch eine Trendanalyse wichtiger Services.

### Access Management
Access Management ist der Prozess, welcher autorisierten Anwendern die Rechte für die Nutzung der Services gibt. Gleichzeitig wird dadurch unautorisierten Anwendern der Zugriff verwehrt.

## Funktionen

### IT-Betriebsmanagement
Das IT-Betriebsmanagement (IT Operations Management) übernimmt das Tagesgeschäft zur Verwaltung und Aufrechterhaltung der IT-Services und der IT-Infrastruktur.

### Service Desk
Der Servicedesk ist die primäre Schnittstelle der IT-Service-Organisation mit Anwendern, über die Störungen, Bedarfsmeldungen und allgemeine Informationsanfragen an die Service-Organisation geleitet werden. Aus Effizienzgründen tendiert man dazu, als Servicedesk eine zentrale Anlaufstelle (Single Point of Contact, SPOC) für den Benutzer (user) einzurichten, welche die Anfragen des Benutzers erfasst und die nachfolgenden Arbeitsschritte bis hin zur Lösung koordiniert. Der Servicedesk hat als primäre Aufgabe dem Service-Benutzer bei Bedarf transparent weiterzuhelfen. Dazu gehört die Erfassung und Dokumentation von Kundenanfragen (siehe auch Trouble Ticket) in ein entsprechendes Erfassungs- und Leitsystem, die Einschätzung, Zuordnung und Priorisierung der Aufgabe an die entsprechende Lösungstelle, und die Übermittlung von Lösungen.
Service Pipeline enthält Verweise auf Services, die noch nicht live sind. Sie können vorgeschlagen oder in Entwicklung sein. Dies können neue Dienste oder Änderungen an den bestehenden sein, die aus der Strategiephase stammen und für die Betriebsphase bereit sind.

### Technisches Management
Das Technisches Management (Technical Management) stellt das notwendige technische Fachwissen bereit und übernimmt das Management der IT-Infrastruktur.

### Anwendungsmanagement
Das Anwendungsmanagement (Application Management) sind die Experten der Betriebsanwendungen. Sie sind für deren Steuerung über den ganzen Lebenszyklus hinweg verantwortlich.